# Đội tuyển cầu lông quốc gia Việt Nam Cộng hòa
Đội tuyển cầu lông quốc gia Việt Nam Cộng hòa (tiếng Pháp: Équipe nationale de badminton du Sud-Vietnam; tiếng Anh: South Vietnam National Badminton Team), thường gọi là Đội tuyển cầu lông quốc gia Nam Việt Nam, là đội tuyển cầu lông đại diện cho Việt Nam Cộng hòa trong các cuộc thi cầu lông quốc tế. Đội tuyển này do Liên đoàn Cầu lông Việt Nam Cộng hòa quản lý.
Đội tuyển quốc gia này từng tham gia vào những sự kiện cấp châu lục, chẳng hạn như Đại hội Thể thao châu Á, đặc biệt là vào năm 1966. Việt Nam Cộng hòa đã xuất hiện trong một giải đấu đồng đội quốc tế khi đồng đội nam đại diện cho nước này tham dự Đại hội Thể thao Bán đảo Đông Nam Á năm 1965.
Sau biến cố 30 tháng 4 năm 1975, đội tuyển quốc gia bị giải thể. Liên đoàn Cầu lông Việt Nam Cộng hòa được đổi tên thành Liên đoàn Cầu lông Việt Nam vào năm 1990.

## Lịch sử
Cầu lông lần đầu tiên được du nhập vào Việt Nam vào đầu thập niên 1960. Đối với Việt Nam Cộng hòa, môn thể thao này đã trở nên phổ biến trong nước và được người dân chơi khá nhiều ở Sài Gòn (nay là Thành phố Hồ Chí Minh).

### Đồng đội nam
Việt Nam Cộng hòa tham gia nội dung đồng đội nam tại Đại hội Thể thao Bán đảo Đông Nam Á năm 1965. Ở vòng tứ kết, họ đối đầu trực tiếp với Lào và bị loại sau khi thua 3–0 trước đội Lào. Năm 1969, đội tham gia nội dung đồng đội nam Giải vô địch cầu lông châu Á cùng năm. Đội đã không thể tiến xa hơn khi để thua 5–0 trước Philippines ở vòng 16.
Năm 1971, Tổng thống Indonesia Suharto đã mời đội sang Jakarta tham gia Giải vô địch cầu lông châu Á năm 1971. Sau đó, đội đã từ chối tham gia giải vô địch.

## Thành tích thi đấu
| Năm           | Vòng           | Pos            |
| ------------- | -------------- | -------------- |
| 1949 đến 1973 | Không tham gia | Không tham gia |

| Năm           | Vòng           | Pos            |
| ------------- | -------------- | -------------- |
| 1957 đến 1972 | Không tham gia | Không tham gia |

### Đại hội Thể thao châu Á
| Năm           | Vòng           | Pos            |
| ------------- | -------------- | -------------- |
| 1962 đến 1974 | Không tham gia | Không tham gia |

| Năm           | Vòng           | Pos            |
| ------------- | -------------- | -------------- |
| 1962 đến 1974 | Không tham gia | Không tham gia |

### Giải vô địch đồng đội châu Á

#### Đồng đội nam
| Năm  | Vòng           | Pos            |
| ---- | -------------- | -------------- |
| 1962 | Không tham gia | Không tham gia |
| 1965 | Không tham gia | Không tham gia |
| 1969 | Vòng 16        | 13             |
| 1971 | Rút lui        | Rút lui        |

### Đại hội Thể thao Đông Nam Á
| Năm  | Vòng           | Pos            |
| ---- | -------------- | -------------- |
| 1965 | Tứ kết         | 5              |
| 1971 | Không tham gia | Không tham gia |
| 1973 | Không tham gia | Không tham gia |

| Năm  | Vòng           | Pos            |
| ---- | -------------- | -------------- |
| 1965 | Không tham gia | Không tham gia |
| 1971 | Không tham gia | Không tham gia |
| 1973 | Không tham gia | Không tham gia |

**Màu viền đỏ cho biết giải đấu được tổ chức trên sân nhà.

## Cầu thủ

### Đội hình
Tính đến Đại hội Thể thao Bán đảo Đông Nam Á 1965

#### Đồng đội nam
| Tên                | Sinh/Tuổi | Hạng | Hạng | Hạng |
| Tên                | Sinh/Tuổi | MS   | MD   | XD   |
| ------------------ | --------- | ---- | ---- | ---- |
| Âu Tâm Đệ          |           | -    | -    | -    |
| Nguyễn Văn Ngọc    |           | -    | -    | -    |
| Thái Luân Hiền     |           | -    | -    | -    |
| Nguyễn Không Phước |           | -    | -    | -    |
| Lâm Trình          |           | -    | -    | -    |

#### Đồng đội nữ
| Tên                  | Sinh/Tuổi | Hạng | Hạng | Hạng |
| Tên                  | Sinh/Tuổi | WS   | WD   | XD   |
| -------------------- | --------- | ---- | ---- | ---- |
| Nguyễn Thị Thúy Hồng |           | -    | -    | -    |